# Sigeferth (évêque de Selsey)
Pour les articles homonymes, voir Sigeferth.
Sigeferth ou Sigefrith est un prélat anglo-saxon du VIIIe siècle. Il est  évêque de Selsey de 733 à une date inconnue entre 747 et 765.

## Biographie
Sigeferth est sacré évêque par l'archevêque de Cantorbéry Tatwine en 733, la même année que l'évêque de Lindsey Alwig. Sa nomination au siège de Selsey, dans le royaume du Sussex, met un terme à un interrègne ayant duré plusieurs années. Dans son Histoire ecclésiastique du peuple anglais, achevée en 731, le moine northumbrien Bède le Vénérable affirme en effet qu'à cette date, le diocèse des Saxons du Sud n'a pas de titulaire et c'est l'évêque de Winchester qui en assure la gestion.
Sigeferth apparaît comme témoin sur une charte non datée du roi du Sussex Æthelberht concernant une donation pour la construction d'une église à Wittering (West Wittering ou East Wittering). Sa dernière mention dans les sources date de 747, année du concile de Clofesho où sa présence est mentionnée. Un autre évêque de Selsey est attesté en 765, Oswald, ce qui implique que Sigeberht est mort ou a démissionné avant cette date.